# Autorretrato (Van Dyck, San Petersburgo)
En la década de 1620, Van Dyck pintó tres autorretratos, uno ubicado en Nueva York, otro en Múnich y este en San Petersburgo. En este retrato de Van Dyck se muestra tranquilo y confiado. Lleva un traje de seda negro, con la camisa entreabierta (detalle que reflejará el escultor Nicolas Augustin Matte en una escultura de Van Dick) y pone de relieve sus manos, blancas y delgadas, mientras busca al espectador directamente con los ojos.
Varios elementos permiten situar la ejecución de esta obra en el período de la estancia romana del artista, cuando tenía veinticuatro años: la presencia de una columna rota, símbolo de la antigüedad greco-romana y la obvia similitud con un retrato de Rafael.